# Народна скупштина Краљевине Срба, Хрвата и Словенаца
Народна скупштина Краљевине Срба, Хрвата и Словенаца је била једнодомно народно представништво Краљевине Срба, Хрвата и Словенаца. Свој рад је отпочела након доношења Видовданског устава (1921).
Распуштена је увођењем шестојануарске диктатуре (1929).

## Састав
Народну скупштину су састављали посланици које је народ бирао општим, једнаким, непосредним и тајним гласањем, са представништвом мањина. На сваких 40.000 становника бирао се по један посланик. Мандат Народне скупштине је трајао четири године.
Народна скупштина се састајала у Београду у редован сазив сваке године 20. октобра, ако пре тога није краљевим указом сазвана у ванредан сазив. Ако би у случају рата престоница била измештена, Народна скупштина се састајала у месту привремене престонице. Народна скупштина је прегледала сама пуномоћства својих чланова и одлучивала о њима. Прописивала је себи пословник и за сваки сазив из своје средине бирала своје часништво.
Бирачко право је имао сваки држављанин по рођењу или прирођењу, ако је навршио 21 годину. Официри, активни и неактивни, као и подофицири и војници под заставом, нису могли вршити бирачко право нити бити бирани. Закон је решавао о женском праву гласа. За народног посланика је могао бити изабран само онај који је имао бирачко право, без обзира да ли је уведен у бирачки списак. Морао је испуњавати следеће услове: да је држављанин по рођењу или прирођењу Краљевине Срба, Хрвата и Словенаца, да је навршио 30 година и да говори и пише народним језиком. Народни посланици нису могу бити у исто време државни лиферанти или државни предузимачи. Полицијски, финансијски и шумарски чиновници, као и чиновници аграрне реформе, нису се могли кандидовати осим ако су то престали бити годину дана пре расписа избора. Министри (активни и на располагању) и професори универзитета могли су се кандидовати, и ако би били изабрани задржавали су свој положај.

## Делокруг
Законске предлоге су подносили, по овлашћењу краљевом, Министарски савет или поједини министри. Право подношења законских предлога припадало је сваком члану Народне скупштине.
Краљ је закључивао уговоре са туђим државама, али је за потврду тих уговора било потребно претходно одобрење Народне скупштине. За потврду чисто политичких споразума, ако нису били противни Уставу и законима, није било потребно претходно одобрење Народне скупштине. Уговор да туђа војска поседне земљиште Краљевине или да пређе преко њега није вредео без претходног одобрења Народне скупштине. Народна скупштина је могла, кад би то изискивала државна потреба, одлуком унапред овластити Министарски савет да изда мере за неодложну примену предложеног уговора. Државна територија се није могла отуђити или разменити без одобрења Народне скупштине.
Народна скупштина је могла пуноважно решавати ако је на седници била присутна једна трећина свих посланика. За пуноважно решење била је потребна већина гласова присутних посланика. У случају равне поделе гласова предлог, о коме се гласало, сматрао се да је одбачен. О сваком законском предлогу морало се гласати два пута у истом сазиву Народне скупштине пре него што би се он коначно усвојио.
Народној скупштини је припадало искључиво право да у својој средини одржава ред преко свога председника. Никаква оружана сила се није могла поставити у згради Народне скупштине нити у њезином дворишту без одобрења председника Народне скупштине. У Народној скупштини су имали право да говоре само њени чланови, чланови владе и владини повереници.